# История Британской армии
История Британской регулярной армии насчитывает более 350-ти лет от момента формирования этой армии в 1660 году, и описывает её развитие и участие в многочисленных европейских войнах, колониальных войнах и мировых войнах. С конца XVII века и до середина XX века Соединённое Королевство было одной из самых мощных сил в мире, и хотя её доминирование было достигнуто в основном мощью Королевского Флота, сухопутная армия тоже играла важную роль.
Полагаясь в основном на флот, Британия содержала небольшую армию в мирное время (около 30 000 в 1763 году), и увеличивала её численность во время войн. Со времени подавления Восстания якобитов армия практически не влияла на внутреннюю политику государства и за редкими исключениями не использовалась для подавления внутренних протестов. К 2015 году армия насчитывала 92 000 кадровых военных (включая 2700 гурков) и 20 480 человек резерва.

## Появление Армии Нового образца
Первая регулярная (хотя и не постоянная) армия появилась в Англии во время Первой английской гражданской войны. В ходе кампании 1643 года армия лоялистов под командованием герцога Ньюкасла начала наступление с севера и 30 июня разбила парламентскую армию в сражении при Адуолтон-Муре. Путь на Лондон был открыл, но Оливер Кромвель сумел собрать большой отряд и 28 июля остановил наступление лоялистов в сражении при Гейнсборо. К концу года парламент постепенно осознал, что для победы в войне надо иметь более дисциплинированную и эффективную армию, чем та, что имелась в наличии. 2 июля 1644 года произошло сражение при Марстон-Муре, которое доказало эффективность кавалерии, набранной и обученной Кромвелем. Уже через неделю Сэр Уильям Уоллер сообщил парламенту, что для победы необходима постоянная, хорошо дисциплинированная армия на регулярной зарплате. Прежде чем парламент принял решение, лоялисты разбили и вынудили к капитуляции армию герцога Эссекса. 23 ноября 1644  год парламент передал армию в ведение Комитета двух королевств с рекомендациями по формированию армии нового типа.
Ещё до принятия этого решения парламент, по предложению Кромвелля, постановил назначить главнокомандующим этой армии Томаса Ферфакса, начальником штаба при котором стал Филип Скиппон. В эту армию вошли в первую очередь остатки расформированной армии Эссекса, но их было меньше, чем необходимые 22 000, поэтому парламент прибёг к рекрутскому набору. Местом для сбора и тренировки стал Виндзорский замок, парк которого стал использоваться для обучения пехотинцев. Впервые в истории английской армии всем рядовым и офицерам были розданы типовые мундиры красного (или багряного, scarlet) цвета. Пехота Новой армии была разделена на 12 полков, каждый из 10-ти рот по 120 человек в роте. В каждом полку было 30 офицеров: полковник, подполковник, майор, 7 капитанов, 10 лейтенантов и 10 энсинов. Помимо этого, в каждой роте было 2 сержанта, 3 капрала и 1-2 барабанщика. Пехотинцы делились на равные количества пикинёров и мушкетеров. Пехоту обучали по голландским пехотным уставам и ей, вероятно, полагалось строиться в 8 шеренг. Кавалерия состояла из 11-ти полков, каждый по 600 всадников. Кавалеристы были  имели шлем, кирасу, и два пистолета, но им рекомендовалось использовать в первую очередь шпаги, и прибегать к пистолетам только в случае преследования противника. Лоялисты в те годы строили кавалерию в три шеренги, а парламент  тал строить в две. Впоследствии кавалерию использовали и для разведки, хотя никаких распоряжений об этом не сохранилось. Артиллерии уделялось очень мало внимания, и в боях она почти не использовалась. Точно так же не придавалось большого значения инженерам, и большинство известных военных инженеров были иностранного происхождения.
В 1658 году Оливер Кромвель умер, к власти в Англии пришёл Джон Ламберт. Генерал Джордж Монк отказался ему подчиняться, собрал армию, и 7 декабря встал лагерем в селении Колдстрим. Условия жизни в лагере были тяжёлыми, поэтому ветераны этого похода последствии стали называть себя колдстримцами. 1 января 1660 года Монк перешёл Твид и уже 3 февраля вошёл в Лондон. 1 мая он предложил парламенту пригласить на трон короля Карла II, и уже через три недели его полки эскортировали короля в Лондон. Регулярная армию представляла угрозу для власти короля, поэтому было принято решение распустить её, но осторожно, и не всю сразу. На расформирование армии ушёл весь 1660 год.

## Зарождение регулярной армии
6 января 1661 года в Лондоне взбунтовались пуритане секты Люди пятой монархии под руководством Томаса Веннера. Восстание было быстро подавлено при помощи пехотных полков Монка, которых не успели расформировать. Восстание показало, что необходимо сохранить хоть какие-то вооружённые силы для обеспечения безопасности короля. По этой причине расформирование полков было приостановлено, и король распорядился сформировать гвардейский полк из 12-ти рот под командованием полковника Джона Рассела, кавалерийский полк под командованием графа Оксфорда и полк конных гвардейцев под командованием лорда Герарда. 14 февраля 1661 года полк Монка формально сложил оружие, объявил о роспуске, а затем сразу же был сформирован заново. Этот полк стал первым полком британской армии, позже известным как Колдстримская гвардия, а 14 февраля стало считаться днём рождения британской армии. В 1662 году и тоже из-за восстания Веннера в Англию вернули так называемый шотландский полк Дугласа, который стал 1-м пехотным полком, известным так же как Royal Scots.
В 1665 году началась Вторая англо-голландская война. На службе Голландии находились 7 пехотным полков, состоявших из британцев и шотландцев. От них потребовали принести клятву верности генеральным штатам, или расформироваться. Британскому послу в Голландии удалось переправить многих из них в Англию, где они образовали Голландский полк, известный впоследствии как 3-й пехотный полк или «Баффы».